# Scytalopus affinis
El churrín de Áncash o tapaculo de Áncash (Scytalopus affinis), es una especie de ave paseriforme perteneciente al numeroso género Scytalopus de la familia Rhinocryptidae. Es endémica de los Andes de Perú.

## Distribución y hábitat
Se distribuye por los Andes occidentales de Perú, desde el sur de Cajamarca hasta Áncash.
Es localmente bastante común en el sotobosque de fragmentos de bosques de Polylepis y áreas rocosas y pastizales de altitud adyacentes, principalmente entre los 3000 y los 4200 m s. n. m. de altitud.

## Taxonomía
Es monotípica. La presente especie ya fue considerada una subespecie de un Scytalopus magellanicus más ampliamente definido, pero difieren substancialmente en la vocalización.